# 田澤站
田澤站（日语：／ Tazawa eki */?）是位於日本長野縣安曇野市豐科田澤的東日本旅客鐵道（JR東日本）篠之井線鐵路車站。

## 車站結構
1个岛式月台的地面车站，兼设有自由通道。

### 月台配置
| 月台 | 路線      | 方向 | 目的地           |
| ---- | --------- | ---- | ---------------- |
| 1    | ■篠之井線 | 下行 | 篠之井、長野方向 |
| 2    | ■篠之井線 | 上行 | 松本、鹽尻方向   |

## 車站周邊
- 安曇野市立豐科東小學
- 國道19號
- 安昙野交流道
- 犀川
- 光城山

## 历史
- 1902年（明治35年）6月15日：開業。
- 1971年（昭和46年）12月10日：貨運業務停止辦理。
- 1987年（昭和62年）4月1日：國鐵分割民營化，成為東日本旅客鐵道的一個車站。

## 相鄰車站
東日本旅客鐵道
■篠之井線
- 快速「早安Liner」停靠站

□快速、■普通（包括「水篶」）
松本－（平瀨信號場）－田澤－明科